# Palazzo Pola e Todescan
Il palazzo Pola e Todescan, o casa Paggi, è un edificio civile del centro storico di Firenze, situato in via de' Brunelleschi 3, angolo via del Campidoglio 3 e via de' Pecori 3, poco distante da piazza della Repubblica.

## Storia
Il grande edificio sorse durante il Risanamento su quella che era stata la piazza dei Brunelleschi, con le case di questa famiglia e degli Arrigucci (tra cui il palazzo Brunelleschi Arrigucci), la chiesa di San Leo e, nell'ultimo tratto lungo via dei Pecori, il giardino degli Orlandini.
Fu eretto dall'impresa costruttrice Fratelli Taiuti su progetto dell'architetto Giovanni Paciarelli (con la probabile collaborazione di Giovanni Michelazzi) tra il 1901 e il 1903 (la data di ultimazione è segnata sul frontone in angolo tra via Brunelleschi e via de' Pecori), nella fase finale di ricostruzione della zona, più o meno quando si costruiva a Firenze il nuovo palazzo delle Poste, pochi isolati più in là. 
All'origine ospitava i "grandi magazzini, all'Industria Inglese, Pola e Todescan" (dai quali la denominazione corrente), specializzati nella vendita di articoli a buon mercato. Dopo essere stato quasi interamente occupato da un istituto bancario, nel 2021 via ha aperto al piano terra un ristorante ispirato alla cucina di Sofia Loren.

## Descrizione

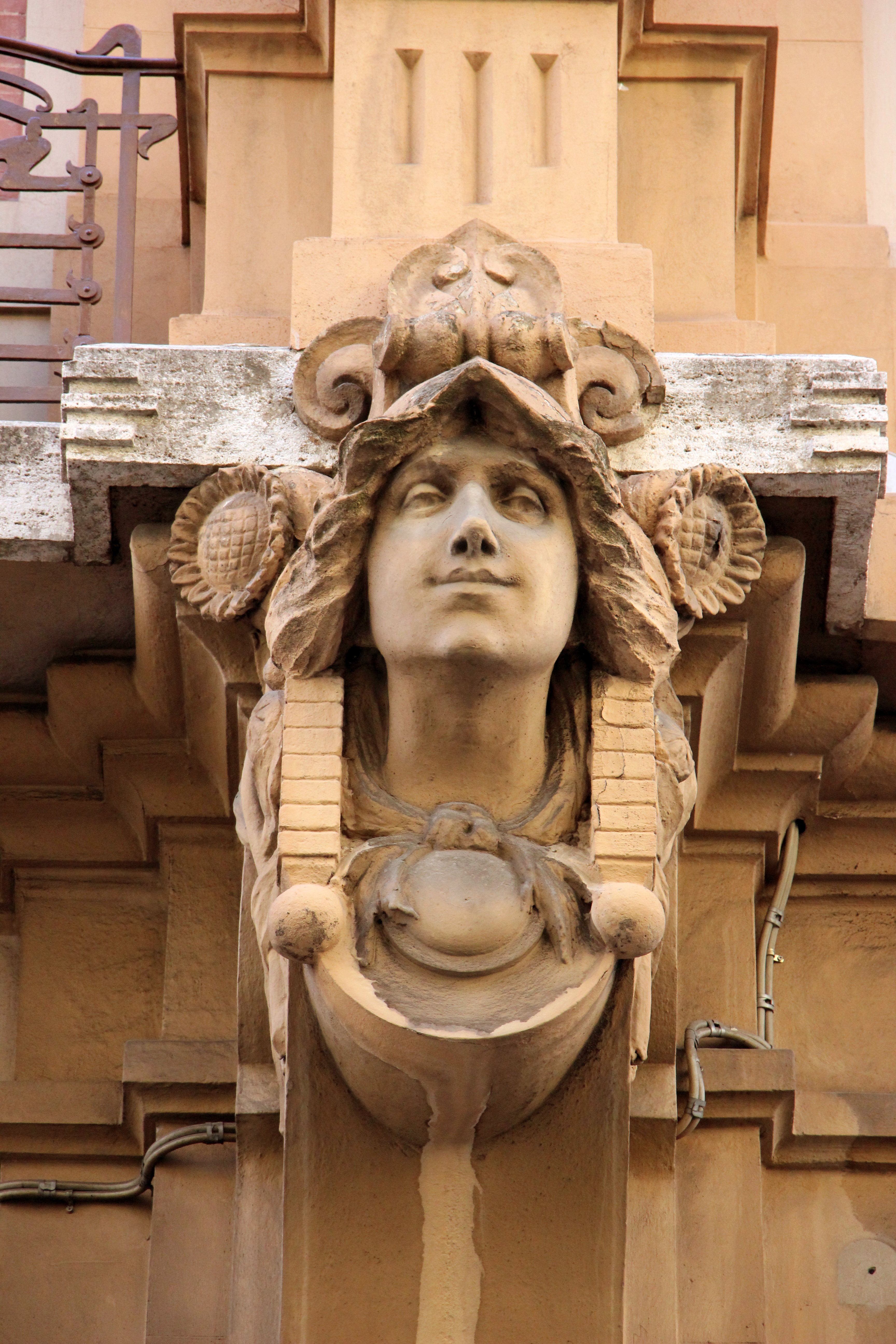
Protome femminile

L'ampia mole dell'edificio, di impronta spiccatamente monumentale, si inserisce nella maglia ortogonale ottocentesca del centro cittadino, a breve distanza da piazza della Repubblica, piazza San Giovanni e piazza Strozzi.
A differenza del palazzo delle Poste, il palazzo del Paciarelli venne progettato esplicitando alcuni dettami dell'allora nascente stile Liberty, già fiorente in altri Paesi europei. Se in generale, con la sua massa imponente l'architettura appare ancora legata al gusto ottocentesco, i decori sono già ascrivibili al nuovo stile, con protomi scolpite, fregi di ceramica colorata (opera della manifattura fiorentina Cantagalli) e lavori in ferro battuto (dalle Officine Michelucci di Pistoia).

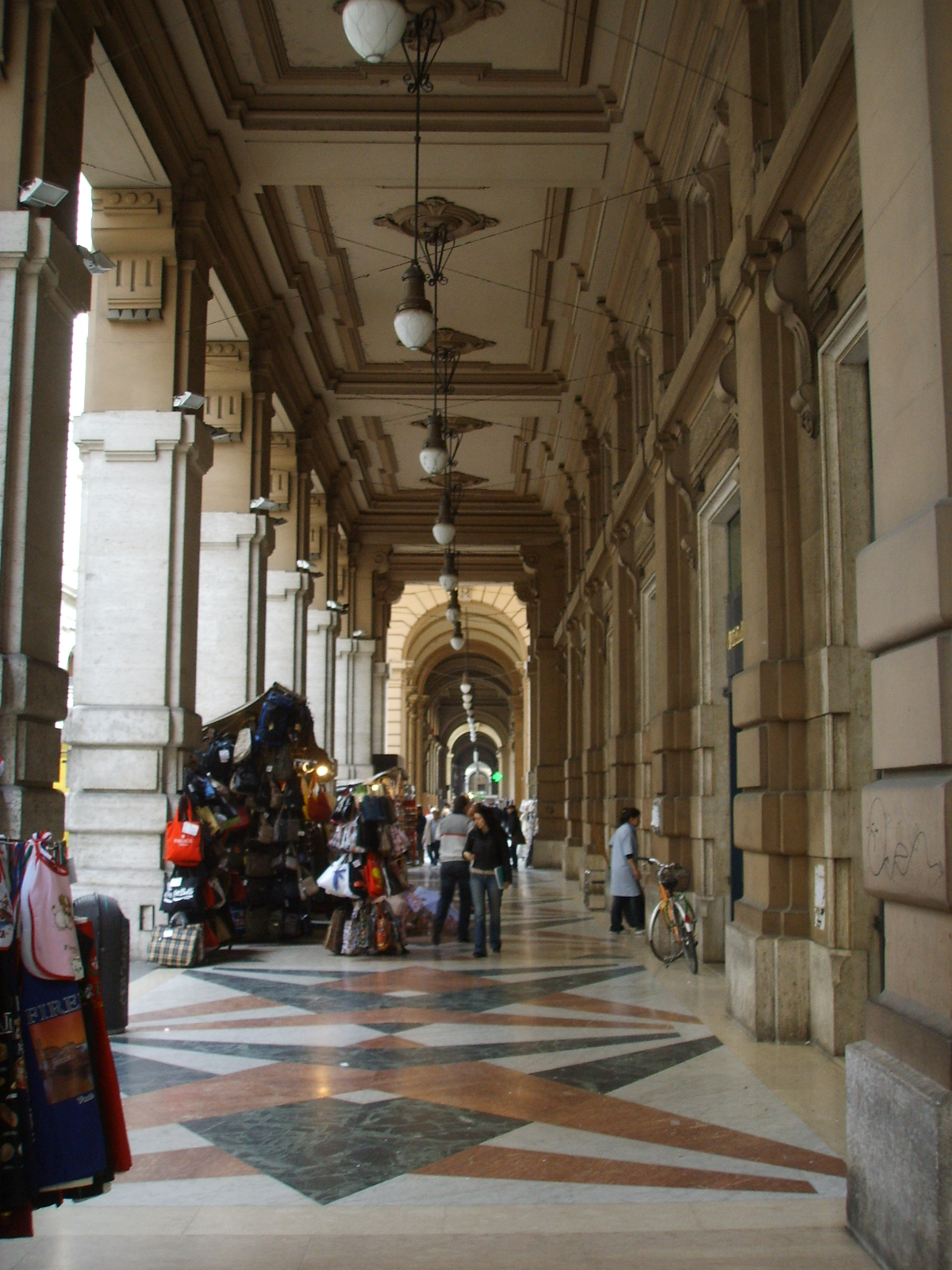
Il porticato

Su via de' Brunelleschi, come logico proseguimento del tema che collega i vari edifici su piazza della Repubblica, il palazzo presenta un portico architravato comprendente in altezza il piano terreno e un mezzanino, con pilastri rivestiti fino a due terzi dell'altezza in travertino, mentre il rimanente risulta intonacato. Il porticato è pavimentato in marmo e chiuso da un solaio piano decorato con cornici e medaglioni. Sulla facciata del sottoportico le lesene saprtiscono le ampie vetrine degli ambienti a pina terreno e le finestrature architravate e tripartite del mezzanino. Le vetrine sono profilate in travertino e presentano lateralmente, in alto, due mensole che sorreggono una fascia posta all'altezza del mezzanino. Nello spazio tra le mensole è collocata una cartella rettangolare con due gocciolatoi.
Oltre la vistosa cornice marcapiano l'edificio si sviluppa poi per altri tre piani fino a un cornicione sostenuto da mensole e ai fastigi di coronamento dei settori terminali. Il fronte è suddiviso da lesene (che proseguono il disegno dei pilastri fasciati del portico) in otto settori, all'interno dei quali sono due aperture rettangolari incorniciate. La cantonata si caratterizza fortemente per la presenza di specchiature in ceramica e di balconi che, al primo piano, sono sostenuti da massicce mensolature arricchite da protomi maschili e femminili di eco secessionista. Sui fronti laterali, dove sono i portoni di accesso ai quartieri di abitazione, viene a cadere il tema del porticato e il palazzo si sviluppa per cinque piani per quattro assi. Vi si apre una porta-finestra, fiancheggiata in basso da specchiature in ceramica e, oltre l'interposizione di una fascia, dalla tessitura in laterizio a vista, invertendo così lo schema compositivo del fronte principale e preparando la trama delle facciate laterali. Alla sommità le lesene sono concluse nuovamente da mensoloni sorreggenti l'aggetto del cornicione, sovrastato dai fastigi. Al di sotto del cornicione stesso sono inseriti, in tutti i settori in cui si suddividono i fronti, altre pannellature in ceramica policroma decorate ancora con motivi fitomorfi.

## Fortuna critica

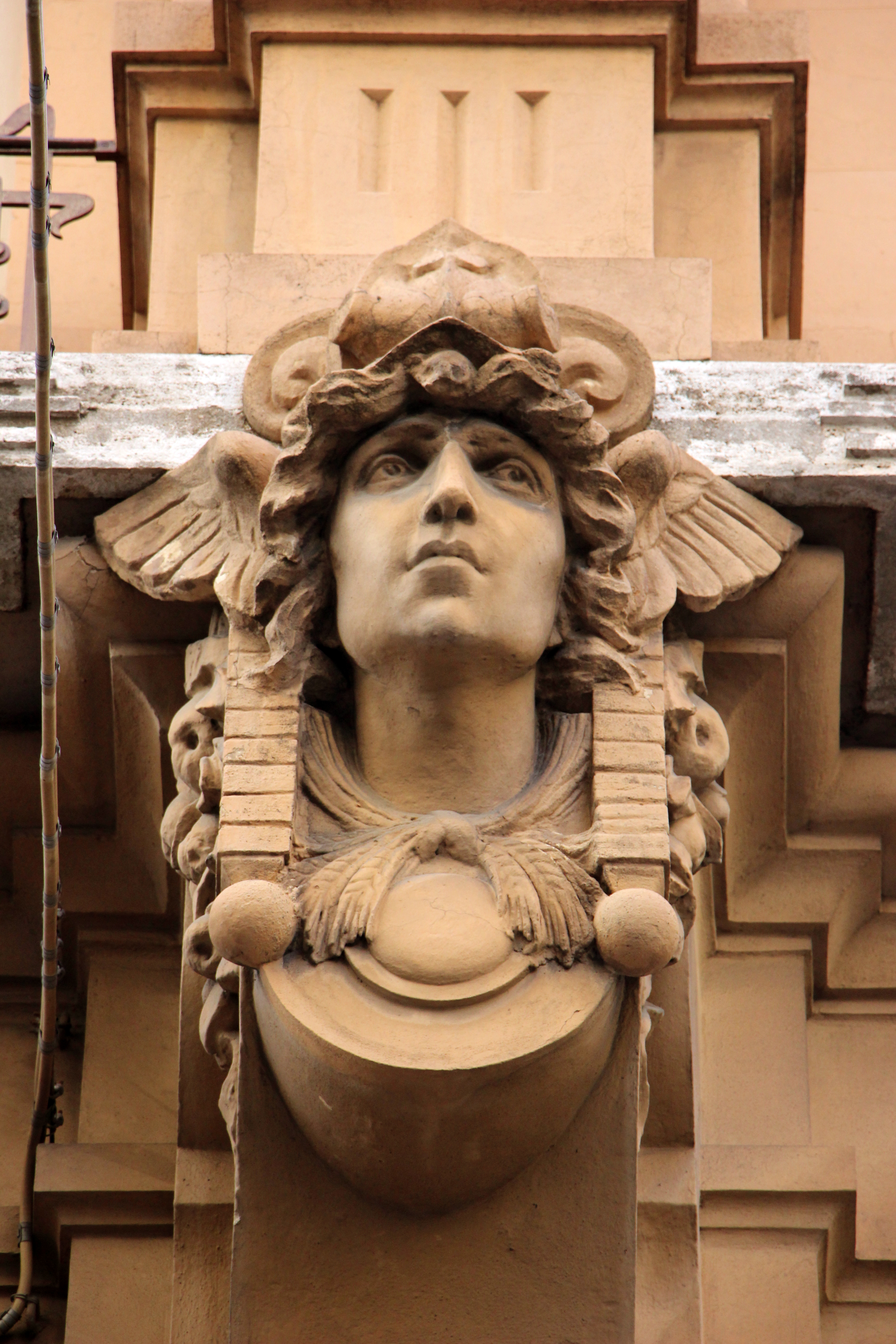
Protome maschile

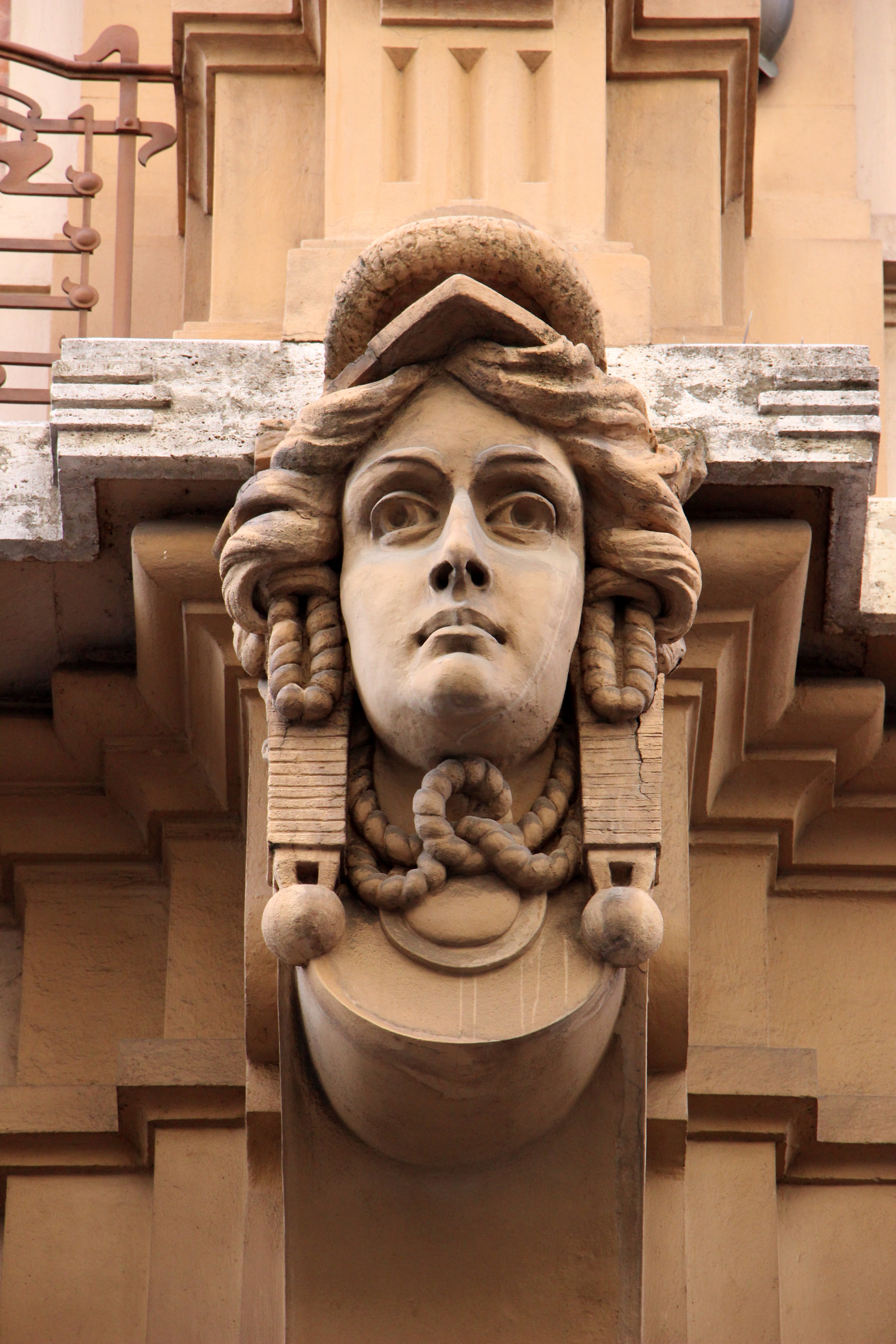
Protome femminile

Proprio per il suo deciso distaccarsi dalla tradizione architettonica cinque/seicentesca ancora cara alla scuola fiorentina del tardo Ottocento, l'edificio fu per lo più oggetto di aspre critiche («mobile di calcina» scrissero su La Nazione), ad eccezione di un lusinghiero e autorevole giudizio espresso da Alfredo Melani, in quanto rappresentativo di «un'arditezza inconciliabile col quattrocentismo e cinquecentismo fiorentino». Oggi è riconosciuto come «un precoce esempio di penetrazione dello stile modernista nel centro antico della città».